# 강릉 용연사 석조관음보살좌상
강릉 용연사 석조관음보살좌상(江陵 龍淵寺 石造觀音菩薩坐像)은 대한민국 강원특별자치도 강릉시 사천면 용연사에 있는 조선시대의 석조관음보살좌상이다. 2007년 1월 19일 강원특별자치도의 문화재자료 제141호로 지정되었다.

## 개요
강릉 용연사는 대한불교 조계종 제4교구 월정사의 말사로, 1650년 인조(仁祖) 때 도승(道僧) 옥잠(玉岑)이 창건하였다고 전하며, 일설에는 왕침대사(王葴大師)가 응봉산 동쪽 용연동 만월산(萬月山)에 창건하였다고 전한다. 불상의 재질은 명확히 알 수 없으나 수성암질로 알려져 있으며, 화불을 모신 보관(寶冠)을 쓰고 있는 관음보살 좌상이다. 별도로 만들어진 화염문(火焰紋)의 보관을 쓰고 있으며, 머리는 상투머리를 하고 있으며, 머리카락은 양쪽 귀 위 중간부를 타고 내려오다가 세 가닥으로 흘러 어깨 위에서 뭉쳐지면서 흘러내리도록 조각되었다. 상호(相好)는 방형에 가까우며 양 볼이 통통하고 목에는 삼도(三道)가 표현되었다. 법의는 통견(通肩)이고 가슴밑에는 군의(裙衣)가 보이고 양 무릎을 덮고 있다. 자세는 길상좌(吉祥坐)이고 수인(手印)은 왼손을 무릎 위에 놓아 손바닥이 위로 보이도록 하고 있으며, 오른손은 손등이 보이도록 하면서 인지와 중지, 약지를 구부리고 있다. 복장을 봉납하였던 구멍은 방형에 가까운 직사각형이나 목장유물은 멸실되었고, 한지로 밀봉하였던 흔적만 남아 있다.

## 참고 문헌
- 강릉 용연사 석조 관음보살좌상 - 국가유산청 국가유산포털